# Argenta Classic-2 Districtenpijl
L'Argenta Classic-2 Districtenpijl és una cursa femenina de ciclisme d'un dia que es celebra a Bèlgica des de l'any 2022. Està integrada dins el calendari femení de l'UCI com a cursa 1.1.
Es disputa anualment pels voltants d'Anvers. La primera vencedora fou la polonesa Daria Pikulik.

## Palmarès
| Any  | Vencedora     | Segona          | Tercera        |
| ---- | ------------- | --------------- | -------------- |
| 2022 | Daria Pikulik | Marthe Truyen   | Nathalie Bex   |
| 2023 | Lieke Nooijen | Julie Hendrickx | Millie Couzens |
| 2024 | Daria Pikulik | Scarlett Souren | Flora Perkins  |
| 2025 |               |                 |                |